# Friedbert Syhre
Friedbert Syhre (* 15. Oktober 1938; † 12. Juni 2008) war ein deutscher Kunsthandwerksmeister und Instrumentenbauer und wurde seit den 1960er Jahren durch Nachbauten historischer Instrumente in der DDR bekannt.

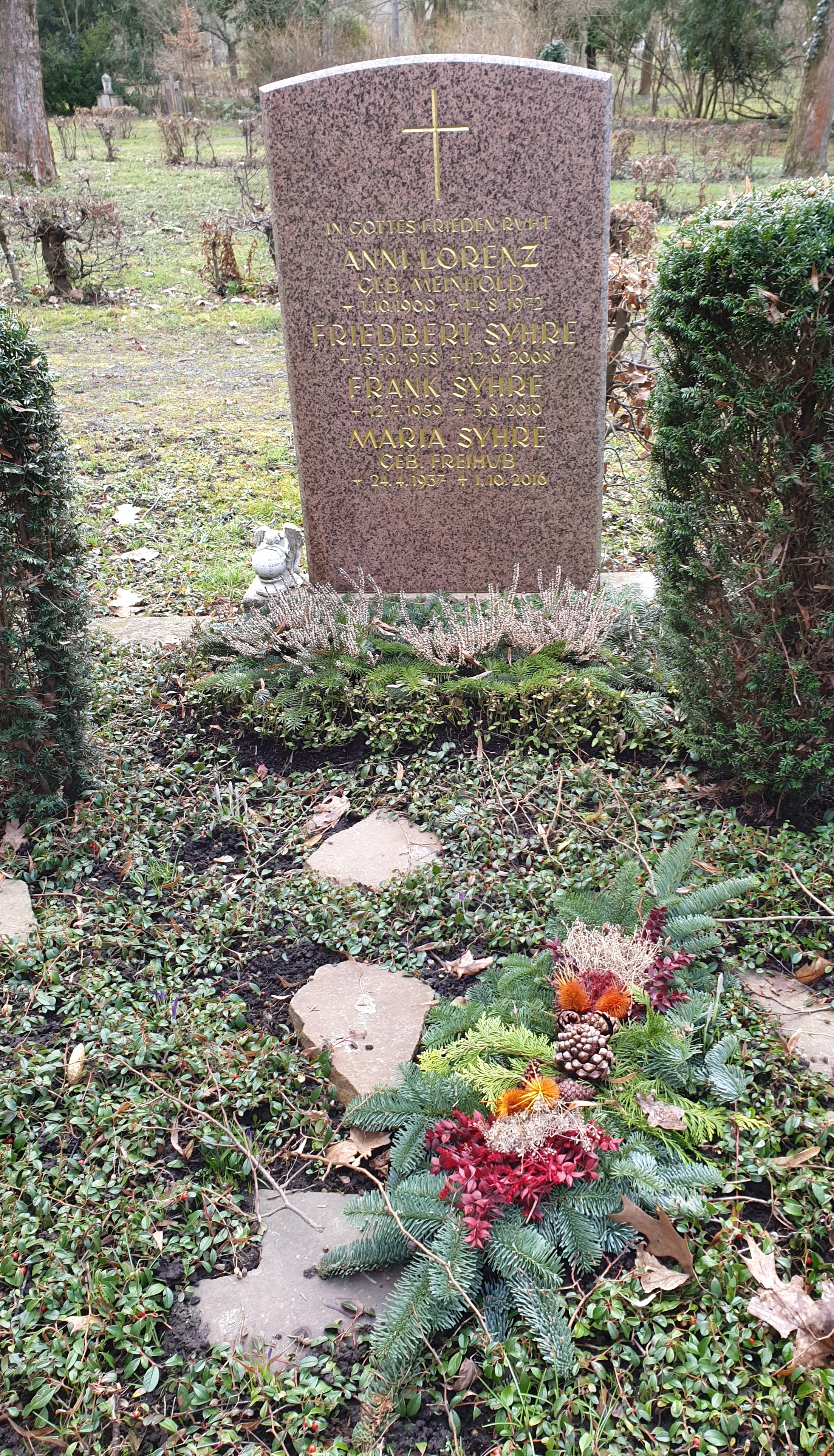
Grabstätte Familie Syhre

Insbesondere baute er 1984 – gemeinsam mit seinem Sohn Frank Syhre – als einer der ersten nach dem Vorbild des auf dem Haussmannschen Porträt des Leipziger Stadtpfeifers Gottfried Reiche abgebildeten Instruments ein sogenanntes Reiche-Horn für den bekannten Trompetenvirtuosen Ludwig Güttler. Neben vielen anderen historischen restaurierte er die 1753 aus Silber gefertigten acht Dresdner Hoftrompeten, die bei der Eröffnung der Heinrich-Schütz-Festtage 1985 in Dresden erstmals wieder wie zu kurfürstlichen Zeiten erklangen.
Friedbert Syhre wurde auf dem Leipziger Südfriedhof beerdigt.